# Ferrovia Pfäffikon-Arth

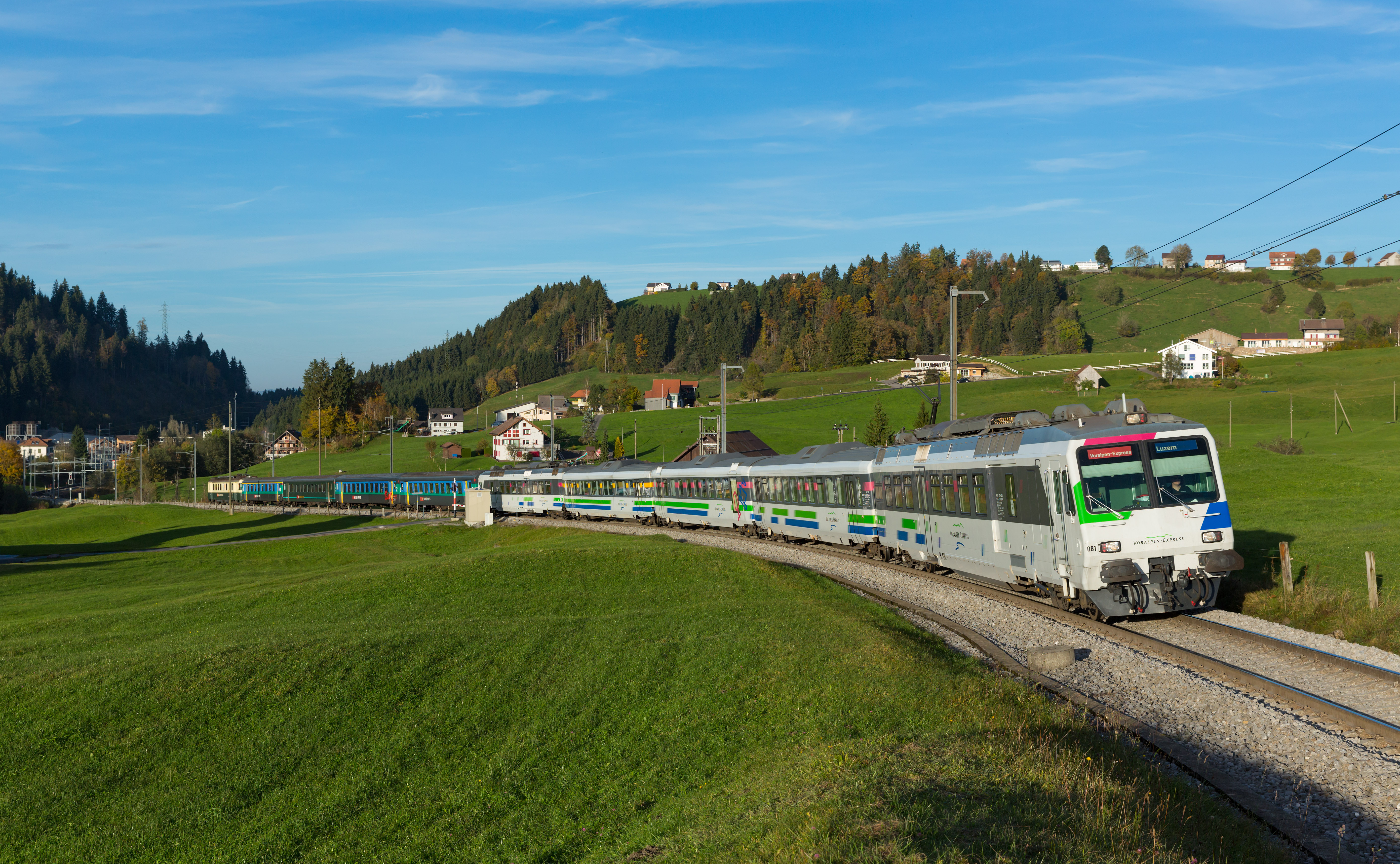
La linea presso Biberbrugg

La ferrovia Pfäffikon-Arth è una linea ferroviaria svizzera.

## Storia
La linea venne attivata l'8 agosto 1891 dalla Schweizerische Südostbahn (SOB), costituitasi il 5 novembre 1889, inglobando un breve tratto (da Samstagern a Biberbrugg) di una linea preesistente, attivata il 1º maggio 1877 dalla Eisenbahngesellschaft Wädensweil-Einsiedeln (WE) e passata alla SOB nel 1890.
Il 15 maggio 1939 venne attivata l'elettrificazione dell'intera linea (e delle altre della SOB), a corrente alternata con tensione di 15 kV e frequenza di 16,7 Hz, in occasione del cambio d'orario.
Il 28 aprile 1992 fu attivato il raddoppio del binario sulla tratta da Samstagern a Schindellegi-Feusisberg.

## Caratteristiche
La linea, a scartamento normale, è lunga 34,61 km. La linea è elettrificata a corrente alternata monofase con la tensione di 15.000 V alla frequenza di 16,7 Hz; la pendenza massima è del 50 per mille. È a doppio binario tra Samstagern e Schindellegi-Feusisberg.

### Percorso
| Unknown route-map component "CONTgq" | Unknown route-map component "ABZ+lr" | Unknown route-map component "CONTfq" |

| Station on track |

| Unknown route-map component "CONTgq" | Unknown route-map component "ABZgr" |  |

| Station on track |

| Station on track |

| Station on track |

| Station on track |

| Unknown route-map component "SKRZ-Ao" |

| Unknown route-map component "STR+GRZq" |

| Unknown route-map component "CONTgq" | Unknown route-map component "ABZg+r" |  |

| Station on track |

| Unknown route-map component "STR+GRZq" |

| Station on track |

| Station on track |

|  | Unknown route-map component "ABZgl" | Unknown route-map component "CONTfq" |

| Station on track |

| Station on track |

| Station on track |

| Station on track |

| Station on track |

|  | Unknown route-map component "ABZg+l" | Unknown route-map component "CONTfq" |

| Station on track |

| Unknown route-map component "CONTgq" | Unknown route-map component "ABZlr" | Unknown route-map component "CONTfq" |